# Teplizumab
El teplizumab (vendido bajo la marca Tzield) es un anticuerpo monoclonal humanizado  IgG1 kappa que se utiliza para retrasar el inicio de la diabetes tipo 1 al actuar contra el antígeno CD3 de los linfocitos T. Fue aprobado por la Administración de Alimentos y Medicamentos (FDA) de Estados Unidos en noviembre de 2022.

## Uso
Se ha aprobado el uso de teplizumab para retardar el avance al estadio 3 de la diabetes tipo 1 en estadio 2 y se administra en infusión intravenosa una vez al día durante 14 días consecutivos. Es posible que la acción de teplizumab dependa de la modificación de los linfocitos T CD8+, que están implicados en la respuesta inmunitaria contra las células β pancreáticas que provoca la diabetes. Un ensayo clínico publicado en 2019 reportó que los pacientes a los que se les administró teplizumab habían recibido menos diagnósticos de diabetes (43 % del total) que los que habían recibido placebo (72 %).

## Efectos adversos
El tratamiento con teplizumab provoca una linfopenia (disminución de los linfocitos ) transitoria que se resuelve espontáneamente. En consecuencia, y al igual que con otros anticuerpos monoclonales anti-CD3, se puede producir una reactivación del virus de Epstein-Barr en quienes hubieran sido infectados anteriormente. Otros efectos adversos descritos son neutropenia, elevación de transaminasas, anemia, trombopenia, reacciones de hipersensibilidad y tormenta de citoquinas.